# Caucasiozetes asymmetricus
Caucasiozetes asymmetricus är en kvalsterart som först beskrevs av Sandór Mahunka 200.  Caucasiozetes asymmetricus ingår i släktet Caucasiozetes och familjen Microzetidae. Inga underarter finns listade i Catalogue of Life.